# Billy Forbes
Billy Forbes (* 13. Dezember 1990) ist ein britischer Fußballspieler aus den Turks- und Caicosinseln. Er ist neben Gavin Glinton der zweite Profi, den das kleine Land hervorbringen konnte.

## Karriere

### Verein
In seiner Jugend spielte Forbes in der Heimat für Provopool Celtic, ab 2007 spielte er in die Schulmannschaft des Western Texas College. Mit insgesamt 17 Toren in 35 Einsätzen wurde sein Talent bereits hier deutlich. Anschließend spielte er für Lubbock Christian University.
Seine Laufbahn im Herrenbereich begann Forbes in der Premier Development League bei Mississippi Brilla und wechselte kurze Zeit später zu den King's Warriors, wo er durch sieben Tore und drei Torvorlagen in elf Spielen auf sich aufmerksam machen konnte.
2014 wechselte er zu den San Antonio Scorpions, wo er mit sieben Vorlagen und vier Toren gleich aufblühte. Im Finale des Soccer Bowls 2014 steuerte er einen Treffer bei und verhalf seiner Mannschaft so zum 2:1-Sieg gegen die Fort Lauderdale Strikers.
Nach der Auslösung der Scorpions wechselte Forbes zur Saison 2016 zu Rayo OKC, welcher ebenfalls in der NASL spielt. Nachdem diese sich nach einer Saison auch aufgelöst hatten, wechselte Forbes in die United Soccer League zum San Antonio FC. Dort blieb er ein Jahr und ging dann zu Austin Bold. Nach weiteren Stationen in den USA bei Detroit City FC und CV Fuego FC sowie in Kanada beim Valour FC kehrte er in seine Heimat auf die Turks- und Caicosinseln zurück und schloss sich dem viermaligen Meister der Provo Premier League, dem SWA Sharks FC, an.

### Nationalmannschaft
Sein Talent blieb auch den Verantwortlichen des Verbandes der Turks- und Caicosinseln nicht lange verborgen, am 6. Februar 2008 gab er sein Debüt für die Nationalmannschaft der Turks- und Caicosinseln bei einem Spiel gegen St. Lucia, welches das Überseegebiet mit 2:1 gewinnen konnte.
Sein erstes Tor erzielte er bei einer 2:6-Niederlage gegen die St. Kitts und Nevis im Zuge der Qualifikation zu der WM 2018.

## Erfolge
- Soccer Bowl: (1)

2014

## Privates
- Forbes spricht englisch, französisch und kreolisch.
- In seiner Freizeit spielt Forbes gern Basketball.
- Sein Vorbild ist Gavin Glinton, einer der besten Fußballer, die die Turks- und Caicosinseln hervorgebracht haben und Forbes’ Trainer.[1]